# Ulrich Wilhelm von der Pfordten
Ulrich Wilhelm von der Pfordten (ca. 1684 i Fredrikstad (?) i Norge – 18. januar 1761 i Rendsborg) var en dansk officer.
Han var søn af officeren Hans Erasmus von der Pfordten. I 1701 blev han ansat som fyrværker ved Holstenske Artillerikorps. Året efter fik han tilladelse til at deltage i kampagnerne i Holland. Her tjente han en tid lang som fænrik ved oberst Schønfeldts bataljon (dansk) og blev såret ved Höchstädt (1704). I 1705 hjemkaldt af sin oberst fik han dog kongens tilladelse til endnu at gøre kampagnen med 1706. Imidlertid var han i Danmark 1705 blevet løjtnant ved holstenske artilleri, hvorved han efter sin hjemkomst gjorde tjeneste, indtil han kom til at deltage i felttoget i Skåne, hvor han i Slaget ved Helsingborg (1710) blev såret og fanget, men udvekslet endnu samme år. 
Efter sin hjemkomst blev han kaptajn ved Holstenske Artillerikorps, deltog med sit kompagni nogle gange i de senere kampagner, blev 1722 major og 1728 oberstløjtnant i samme korps. Ved at deltage i at købe oberst Dilleben ud blev han i 1733 chef for Norske Artillerikorps og tillige oberst af infanteriet. 1744 forflyttedes han til Holstenske Artillerikorps som chef. Han blev derefter generalmajor 1746 (med anciennitet fra 1742), 1752 hvid ridder, 1755 generalløjtnant og 1756 chef for danske artillerikorps, men fik tillige overkommando og inspektion over holstenske. Da han ejede en gård i Rendsborg og klagede over sin alder, fik han tilladelse til at blive boende i Rendsborg.
Von der Pfordten var en dygtig artilleriofficer, der i flere retninger gjorde sig fortjent af sit våben, men særlig må fremhæves hans bestræbelser for at fremme udbredelsen af kundskaber blandt artilleriofficererne. I dette øjemed fik han forskellige til at holde forelæsninger over matematik og artillerividenskab for officererne i Rendsborg. Dette standsede dog, da rustningerne til krigen imod Rusland begyndte, men det havde gjort den nytte, at opmærksomheden henlededes på, at artilleriofficererne trængte til bedre oplæring, hvilket så nogle år senere førte til, at Artillerikadetakademiet oprettedes. Han udvirkede også, at der anvistes årlig 50 Rdl. til indkøb af videnskabelige værker, og lagde derved grunden til det nuværende artilleribibliotek. 
Endvidere opnåede han, at det i 1756 tillodes, at ved hvert artillerikompagni én søn af en af officererne måtte ansættes i underkonstabels nummer på den betingelse, at forældrene anvendte pengene til at lade deres sønner oplære i matematik med mere, for at de kunne blive mere skikkede til at blive officerer. Von der Pfordten var selv en belæst og kundskabsrig officer og ejer af et udmærket bibliotek i militærvidenskabelig retning. Som forfatter er han dog kun optrådt med 2 sørgetaler, han på tysk har udgivet over generalerne Andreas Fuchs og Patroclus Rømeling. Han talte også glimrende dansk, hvilket ikke var normen på det tidspunkt.
Han blev gift 4. februar 1724 i Hamborg med Catharina Maria Eberhertz (ca. 1704 – 6. oktober 1793 i Rendsborg), datter af ritmester, senere generalmajor Friederich Eberhertz (1669-tidligst 1738). Han er begravet i Rendsborg.